# کاترینا اونت
کاترینا اونت (استونیایی: Katariina Unt؛ زادهٔ ۶ دسامبر ۱۹۷۱) هنرپیشه اهل استونی است. وی از سال ۱۹۹۴ میلادی تاکنون مشغول فعالیت بوده‌است.
از فیلم‌ها یا برنامه‌های تلویزیونی که وی در آن نقش داشته‌است می‌توان به وسوسه سنت تونی، ابله اشاره کرد.